# Geodena bandajoma
Geodena bandajoma är en fjärilsart som beskrevs av Swinhoe 1904. Geodena bandajoma ingår i släktet Geodena och familjen mätare. Inga underarter finns listade i Catalogue of Life.